# Schützenbruderschaft St. Sebastianus und Fabian Werl
Die St. Sebastianus Schützenbruderschaft Werl wurde 1494 urkundlich erwähnt, sie war unter anderem für die Verteidigung der befestigten Stadt Werl zuständig.

## Geschichte
Jeder Bürger war zur Verteidigung der Stadt und zum Wachdienst verpflichtet. Hierbei waren bis in das 15. Jahrhundert auch die Burgmannen beteiligt. Die Organisation der städtischen Verteidigung ist nicht überliefert.  In einer  Urkunde der Stadt von 1494 bestätigt diese, dass aus der Aufgabe der Stadtverteidigung eine genossenschaftliche Vereinigung erwachsen war, die im religiösen und geselligen Bereich tätig war. An der Spitze der Schützen, bei denen auch Frauen Mitglied sein konnten, standen Schäffer. Die Schützen stifteten in der Propsteikirche St. Walburga den Schützenaltar und konstituierten sich somit auch als religiöse Bruderschaft. An den Ursprung der Schützenbruderschaft erinnerte das jährliche Schießen und die Waffenkontrolle, die sich allmählich zum Schützenfest wandelte. Ein genaues Gründungsdatum der Bruderschaft geht aus der Urkunde von 1494 nicht hervor; Es steht wohl im Zusammenhang mit dem Ausscheiden der Burgmannen aus der Stadtverteidigung, spätestens bis zur Mitte des 15. Jahrhunderts. Der Name des Hl. Fabian verlor in der Geschichte der Bruderschaft mehr an Bedeutung und so heißt der eingetragene Verein nun St. Sebastianus-Schützenbruderschaft Werl von 1494 e.V. Die Bruderschaft ist heute eine katholische Organisation, die für Frauen und Männer offen ist. Sie betreibt geemäß Satzung Brauchtumspflege und sieht in der Religionsausübung auch einen ihrer Zwecke. Die Schützenbruderschaft engagiert sich sehr stark im sozialen und caritativen Leben der Wallfahrtsstadt Werl und feiert in jedem Jahr am vorletzten Wochenende ihr Schützenfest (von Freitag bis Sonntag). Der Königsschuss ist seit der Satzungsänderung 2024 Frauen und Männern möglich.
Die Bruderschaft hat fünf Kompanien oder Hofen, die sich vor allem nach den vier Stadttoren der Stadt benennen: Steinerhofe, Neuerhofe, Sälzerhofe, Melsterhofe. Die fünfte Kompanie, die im Jahr 1961 neu gegründet wurde benennt sich nach der Pfarrei im Werler Norden: Petrihofe.
Die Schützenbruderschaft ist, wie fast alle Bruderschaften im Schützenbezirk Werl-Ense, Mitglied im Verband der Bund der historischen deutschen Schützenbruderschaften in Köln.